# Gare de Lamothe-Montravel
Gare de Lamothe-Montravel vasútállomás Franciaországban, Lamothe-Montravel településen.

## Vasútvonalak
Az állomást az alábbi vasútvonalak érintik:
- Libourne-Buisson-vasútvonal

## Kapcsolódó állomások
A vasútállomáshoz az alábbi állomások vannak a legközelebb:
- Gare de Castillon
- Gare de Vélines

## Járatok
Az állomást az alábbi járat érinti:
- Személyvonat (TER Aquitaine) Bordeaux - Libourne - Bergerac - Sarlat-la-Canéda

| Előző állomás                            |  | SNCF             |  | Következő állomás                   |
| ---------------------------------------- |  | ---------------- |  | ----------------------------------- |
| Castillontovább Bordeaux-Saint-Jean felé |  | TER Aquitaine 26 |  | Vélinestovább Sarlat-la-Canéda felé |